# Родопский партизанский отряд имени Антона Иванова

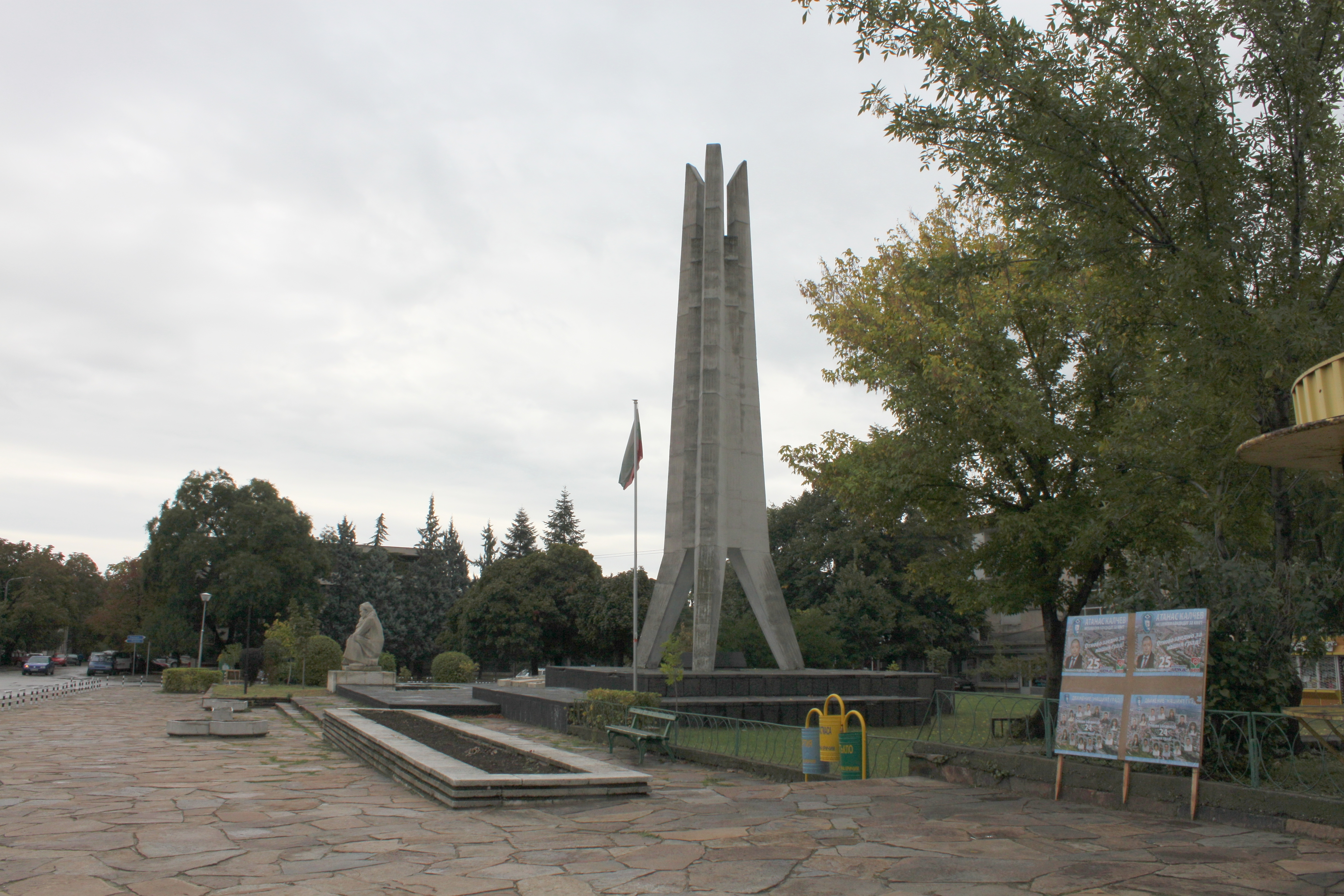
Памятник бойцам партизанского отряда имени Антона Иванова в Кричиме

Родопский партизанский отряд имени Антона Иванова (болг. Родопски партизански отряд „Антон Иванов“) — подразделение Народно-освободительной повстанческой армии Болгарии, находившееся в ведении 2-й Пловдивской повстанческой оперативной зоны. Отряд действовал в западных Родопах. В феврале—марте 1944 года отряд был разгромлен в ходе боя с превосходящими силами противника. Последующие расследования установили факт совершения партизанами отряда некоторых преступлений против гражданского населения.

## Образование и деятельность
2 сентября 1941 года была сформирована Батакская партизанская рота, а в феврале 1942 года — Кричимская рота, которые вели сражение за населённый пункт Батак. В результате многочисленных перестрелок с болгарской полицией и проведённых блокад эти группы раскололись на мелкие отряды.
В октябре 1942 года в результате объединения этих отрядов в местечке Лонгурлий в Западных Родопах был сформирован Родопский партизанский отряд имени Антона Иванова. Командиром отряда стал Георгий Ликин, помощником командира — Георгий Чолаков. Комиссарами отряда были Георгий Кацаров, Лев Железяков и Димитр Петров. Отряд действовал на территории от северных склонов Родопских гор до реки Марица, от Чепинской долины до реки Чая (Чепелярска). К лету 1943 года численность отряда варьировалась от 40 до 100 человек.
Отряд совершал атаки на промышленные объекты и железнодорожные заводы, которые использовались для снабжения сил вермахта, а также убивал лояльных прогерманскому правительству чиновников. 30 июня 1943 года отряд вступил в бой против сил армии и полиции в районе Фердинандово. Он действовал в окрестностях города Пештера, лесного хозяйства Чукура и села Змеица. Участвовал в боях за Белый кантон между Доспатом и Пещерой, за государственное лесное хозяйство Куртлуджа и в других районах. 6 октября 1943 года силами отряда были атакованы одновременно семь объектов: в частности, взяты вокзалы в местечках Кричим и Дорково.

## Структура
Изначально отряд состоял из пяти рот. Позже во время акций отряд стал делиться на три роты — имени Петра Ченгелова, имени Георгия Жечева и имени Стефана Божкова.
В сентябре 1943 года отряд снова подвергся реорганизации в связи с ростом его численности: в отряде было уже около 200 человек.
В ноябре 1943 года в отряде сформировалась партизанская рота имени братьев Крыстиных, которая позже ушла из отряда и на основе которой была сформирована партизанская бригада «Чепинец».

## Гибель отряда
Зимой 1943 года значительная часть отряда (143 человека) обосновалась в лагере «Тегеран» на горе Карлык (ныне Баташки-Снежник). 22 февраля 1944 года жандармы перекрыли дорогу из лагеря к ближайшим населённым пунктам. Небольшая группа партизан смогла пробраться через кольцо окружения к Батаку, чтобы собрать припасы, однако когда её обнаружили, она вступила в бой против превосходивших сил противника в районе Тырновицы. В ходе боя погиб помощник командира Георгий Чолаков. Бойцы отряда покинули зимний лагерь и начали трудный марш через Родопы, спасаясь от преследования регулярной армией и жандармерией. По свидетельствам некоторых партизан, бойцы даже убивали попадавшихся под руку местных жителей (в том числе одну женщину). После нескольких ожесточённых боёв отряд 1 марта 1944 года был разбит в районе Сухото-Дере, около реки Выча. Тогда же погиб командир отряда Георгий Ликин.
По одним источникам, из окружения успели выйти 32 партизана, по другим — только 19 партизан, а ещё 10 были схвачены полицией. Среди выживших бойцов отряда были Атанас Самерджиев, будущий начальник Генерального штаба болгарской армии, и кандидат в члены Политбюро ЦК БКП Костадин Гяуров. В апреле 944 года 18 выживших бойцов отряда сформировали партизанскую дружину имени Кочо Честименского — костяк будущей 1-й Родопской бригады имени Георгия Димитрова.

## Расследования преступлений отряда
Историк Михаил Груев отмечал, что отряд представлял собой «пёструю смесь дисциплинированных функционеров, подчинявшихся партийной повестке, городских идеалистов и мечтателей, сельской молодёжи, пытавшейся спастись от нищеты, а также уголовных типов, беспринципных мародёров и убийц». В отряде случались постоянные стычки, склоки и скандалы, заканчивавшиеся даже фатальным исходом: командир отряда Георгий Ликин, по словам Груева, часто избавлялся от неугодных лиц. Жертвами становились дезертиры из отряда и местные жители, которые подозревались в тайном сотрудничестве с властями. Известно, что 20 июля 1943 года был казнён Асен «Степан» Милчев, главный редактор стенгазеты отряда «Искра», находившийся во вражде с Ликиным: Милчев в своих газетных статьях нередко поднимал вопрос внутренних распрей в отряде.
Одним из свидетелей подобных расправ был партизан Христо Атанасов Чобанов («Бай Ганчо»), который оставил после себя сборник воспоминаний. По словам Груева, в своих воспоминаниях Чобанов отражал «чувство безысходности», которое возникло у большинства бойцов отряда зимой 1943—1944 года. Воспоминания Чобанова хранились в Пловдивском архиве, однако долгое время они носили гриф секретности. Также часть воспоминаний об отряде зафиксировал в письменном виде партизан Колю Дойчев Иванов (он же «Горан»). Расследования обстоятельств гибели отряда имени Антона Иванова привели к тому, что были преданы огласке преступления партизан этого отряда против гражданских жителей (в основном сёл Равногор, Фотиново, Черешово и других).
Первое подобное расследование началось в апреле 1944 года по инициативе командира 2-й Пловдивской оперативной зоны НОПА Ивана Радева («Ефрем»), который допрашивал партизан разбитого отряда, пытаясь выяснить причины разгрома. В своих воспоминаниях Колю Илинов приводил примеры того, что услышал на допросах, которые проводил Радев. Так, партизаны «Прометей», «Новака» и «Чилика» в селе Черешево нашли местного пастушка и потребовали от него показать им дорогу, пригрозив ему смертью, если он кому-либо проговорится об этой встрече, а «Прометей» признался, что выстрелил пастушку в голову. Также он сказал, что вместе с командиром отряда Ликиным («Дед») они убили нескольких гражданских, в том числе женщину — мать четверых детей, несмотря на её мольбы о пощаде. Илинов утверждал, что был искренне шокирован услышанным. Христо Атанасов Чобанов в своих воспоминаниях отмечал, что не мог понять, что именно сподвигло Ликина на эти безумные действия и не менее безумные приказы.
В 1948 году состоялось очередное расследование, о факте которого свидетельствовали воспоминания неназванного партизана: предполагалось, что это расследование велось во время очередных чисток в партийном руководстве, однако нет никакой информации о том, чем оно завершилось. В 1953 году Политбюро ЦК БКП в третий раз занялось этим делом и привлекло к этому комиссию во главе с доктором Кантарджиевым. На результаты расследования в 1954 году был наложен гриф «Совершенно секретно особой важности», что могло быть связано с действительно шокирующими выводами. В то же время было установлено, что отряд был разбит болгарскими правительственными войсками из-за ошибок со стороны командира, а не из-за предательства. Таким образом, были сняты обвинения с партизана Бориса «Волина» Кирова, который был одним из тех, кого казнил командир Ликин.

## Образ отряда в культуре
В последующие годы официальные источники писали только о героическом самопожертвовании партизан во время войны против прогерманского правительства, но не публиковали никакую другую информацию о другой стороне трагических событий зимы 1943—1944 годов, связанной не только с гибелью партизан, но и гибелью невиновных гражданских лиц от их рук. Имя партизанского отряда носило водохранилище Выча, также рядом был установлен мемориальный комплекс; действовал также туристический маршрут «По следам Антонивановцев» и т.д. В то же время отдельные партизаны, их родственники и местные жители в очень редких случаях могли упомянуть подробности того, что действительно случилось в дни разгрома отряда. Только после ухода коммунистов с руководящих постов и демократизации Болгарии доступ к архивам, где хранились воспоминания, был открыт.
Ряд художественных произведений был посвящён боевому пути отряда: автором одного из них под названием «Дед» был Давид Овадия, в котором возлагал на командира Георгия Ликина полную ответственность за гибель отряда, но снимал ответственность с некоторых его товарищей и опускал некоторые моменты. Роман основывался на воспоминаниях ветеранов отряда, оставшихся в живых к началу 1980-х годов. Даже несмотря на это, роман вызвал широкий резонанс: служивший в отряде Атанас Семерджиев заявил, что от книги «веяло грубым натурализмом» и что автор специально указывал на некомпетентность командования и местного партийного руководства как на причины разгрома отряда, делая акцент исключительно на раздорах. Руководство БКП не дало добро на издание книги, подготовленной к печати в 1981 году: роман был издан только в 1990 году.
В 2019 году в селе Равногор был открыт памятник 31 местным жителям, которые погибли от рук партизан во время отступления зимой 1944 года.